# یو دوپیکر
یو دوپیکر یک ستاره است که در صورت فلکی دوپیکر قرار دارد.